# البهي الخولي
الشيخ البهي نجا إبراهيم الخولي عام ( 1901- 1977م ) المفكر والكاتب والداعية الإسلامي وأحد مؤسسي جماعة الإخوان المسلمين وعضو الهيئة التأسيسية ومكتب الإرشاد بالجماعة.

## الميلاد
ولد الشيخ البهي الخولي عام 1317 هـ / 1901م بقرية القرشية مركز السنطة محافظة الغربية، نشأ في أسرة متدينة، وكان والده من ذوي النعمة واليسار.

## التعليم
- تدرج البهي الخولي في مراحل التعليم من كتاب القرية حيث حفظ القرآن الكريم، وتعلم مبادئ القراءة والحساب إلى أن بلغ دور الصبا، فدفع به والده إلى المعهد الأحمدي بطنطا، ومنه التحق بدار العلوم في القاهرة وفيها تفتحت مداركه ونضجت مواهبه وتحدد هدفه.
- درس على نخبة من علماء الدين أمثال: محمد عبد المطلب، وعبد الوهاب النجار، وطنطاوي جوهري، والشيخ أحمد إبراهيم، وقد كان الشيخ البهي شغوفاً بكتب العلامة ابن قيم الجوزية متجهاً اتجاهه في تزكية النفس وتهذيب الأخلاق وفهم الدين.

## قالوا عنه
- يقول العلامة السيد أبو الحسن الندوي: (والقلب يمتلئ قوة وحرارة بتأثير الأستاذ البهي وروحه القوية وقلبه الفياض بالحب والإيمان حتى شعرت بنشاط جديد).
- يقول الأستاذ حسن البنا عنه: ( الأخ الداعية المجاهد الأستاذ البهي الخولي هو بحمد الله صافي الذهن، دقيق الفهم، مشرق النفس، قوي الإيمان، عميق اليقين).
- يقول عنه الشيخ القرضاوي: (هو رجل ذواقة للمعاني الربانية, عميق الحاسة الروحية وقد كان يرأس الإخوان في الغربية وكانت محاضراته ودروسه التي يظهر فيها الجانب الرباني, وكان للأستاذ البهي لقاءات خاصة مع مجموعة من الشباب اصطفاهم يصلون الفجر معاً كل أسبوع ويذكرون الله عز وجل ويعيشون في جو روحي محلق وقد أطلق على هذه المجموعة اسم ( كتيبة الذبيح ) يعني بالذبيح: إسماعيل , الذي أسلم عنقه طاعة لله دون تلكؤ ولا تردد ( قال يا أبتي افعل ما تؤمر ستجدني إن شاء الله من الصابرين).

## وظائفه
- عُيّن بعد تخرجه من دار العلوم مدرساً في المعاهد الأزهرية بطنطا، ثم انتقل إلى أسيوط ، ثم إلى القاهرة، ثم عاد إلى طنطا.
- بعد قيام الثورة عمل مديراً عاماً للمساجد بوزارة الأوقاف، ومديراً لتحرير مجلة منبر الإسلام، ثم عُيّن مراقباً عاماً للشؤون الدينية في وزارة الأوقاف، ثم اختير عضواً بالمجلس الأعلى للشؤون الإسلامية.
- عمل مستشاراً بالمجلس الأعلى لجمعية الشبان المسلمين ، كما انتدب للتدريس في الأزهر كلية أصول الدين وفي دار العلوم وكلية العلوم الاجتماعية.. وغيرها.

## جهوده في الدعوة
- كان البهي الخولي: داعية بارزاً، وأحد المربين والموجهين من جماعة الإخوان المسلمين بمصر حيث كان زميلاً للشيخ حسن البنا وقائماً بمهام العمل الدعوي معه.
- دخل السجن في ديسمبر سنة 1948م في معتقل الطور مصر وكان مسؤولاً عن الإخوان المسلمين في السجن ولكنه قد استدعي إلى القاهرة حيث وُجّه إليه اتهام في قضية تتعلق بالنظام الخاص، فاختار السجناء أميراً لهم: محمد الغزالي.
- خرج من السجن وانتخب عضواً في مكتب الإرشاد الذي أُعيد تشكيله في 1951م أيام حسن الهضيبي، وكان د. محمد خميس حميدة وكيلاً للمكتب وعبد الحكيم عابدين سكرتيراً، وحسين كمال الدين أميناً للصندوق، وعبد القادر عودة، وكمال خليفة، وعمر التلمساني، وعبد الرحمن البنا، وعبد المعز عبد الستار، وأحمد شريت، وعبد العزيز عطية، ومحمد فرغلي، ومنير أمين الدلة، وصالح أبو رقيق، والبهي الخولي، ومحمد حامد أبو النصر أعضاء، وهو المكتب الذي قابل محنة الإخوان مع جمال عبد الناصر، وأُدخل معظم أعضائه السجون والمعتقلات، وحُكِم على بعضهم بالإعدام، وبعضهم بالسجن المؤبد، وبعضهم بسنوات طويلة.

## تلاميذه
الدكتور سعيد رمضان والدكتور عبد العظيم الديب والدكتور يوسف القرضاوي من تلاميذه المقربين حيث يذكر القرضاوي مدى استفادته من كثير من جوانب التربية الفكرية والروحية عند البهي الخولي.

## مؤلفاته

### كتب في الدعوة
- تذكرة الدعاة: وهو باكورة إنتاجه العلمي، وأشهر كتبه، وهو كتاب طبع عدة طبعات قدم له الشيخ البنا.
- آدم : فلسفة تقويم الإنسان وخلافته.
- منهج القرآن في المعرفة.
- مذكرة في الدعوة (قررها على طلاب كلية أصول الدين).
- الخالقية.

### كتب في الاقتصاد الإسلامي
- الثروة في ظل الإسلام – دار القلم ، الكويت ، 1981م.
- الإسلام لا شيوعية ولا رأسمالية – دار الكتاب العربي ، 1947م.
- الاشتراكية في المجتمع الإسلامي بين النظرية والتطبيق – مكتبة وهبة.
- مفهوم ومنهج الاقتصاد الإسلامي (بحث مقدم إلى مؤتمر الملك عبد العزيز الإسلامي الدولي بكلية الاقتصاد والإدارة بجامعة الملك عبد العزيز بجدة).

### كتب في السيرة والتراجم
- من أسرار الفتح (فتح مكة) – المجلس الأعلى للشؤون الإسلامية.
- يوم الفرقان (غزوة بدر) – المجلس الأعلى للشؤون الإسلامية.
- الإمام الممتحن أحمد بن حنبل – المجلس الأعلى للشؤون الإسلامية.
- الإمام محمد عبده – مخطوط.
- شيخ الإسلام ابن تيمية – مخطوط.

### دراسات حول القرآن الكريم
- بنو إسرائيل في ميزان القرآن.
- تفسير سورة المزمل.
- هدى الإسلام (بالاشتراك مع آخرين) وقررته وزارة التربية والتعليم بمدارسها الابتدائية والإعدادية سنة 1956م.

### دراسات فقهية
- الصيام – المجلس الأعلى للشؤون الإسلامية سنة 1961م.
- الحج والعمرة – المجلس الأعلى للشؤون الإسلامية.
- رفيق الحاج – المجلس الأعلى للشؤون الإسلامية.
- منهاج الإسلام في الزواج والطلاق – المجلس الأعلى للشؤون الإسلامية سنة 1962م.

### دراسات حول قضايا المجتمع
- المرأة بين البيت والمجتمع – قدم له المستشار حسن الهضيبي، دار العروبة، 1965م.
- الإسلام وقضايا المرأة المعاصرة – دار القلم – الكويت.

## كتب عنه
كتب عنه الأستاذ يسري عبد الخالق رسالة ماجستير بعنوان (الشيخ البهي الخولي وجهوده في الدعوة إلى الله).

## وفاته
توفي في 27 ديسمبر 1977م عن ست وسبعين عاماً، وقد أوصى أولاده ألا ينشروا نعيه ، فمضى إلى ربه دون أن يعلم كثير من عارفيه بوفاته.

## وصلات خارجية
- الحلقة السادسة: وفاة الأستاذ البهي الخولي، الحلقة السادسة، الجزء الرابع، مذكرات القرضاوي، القرضاوي نت
- البهي الخولي، رابطة أدباء الشام